# La hora cero
La hora cero (en inglés, The Zero Hour) es una película venezolana del año 2010 dirigida por Diego Velasco. Fue escrita por Diego Velasco y su esposa de origen guatemalteco Carolina Paiz quien también ha colaborado como guionista en Grey's Anatomy. 
La película ha recaudado 2.613.869 de dólares, lo que equivale a 11.239.000 de bolívares, convirtiéndose en la película venezolana más exitosa de todos los tiempos. La película es basada en la huelga médica ocurrido en Venezuela en el año 1996. Fue estrenada el 10 de noviembre de 2010 en Venezuela y el 8 de abril en varios países de Latinoamérica.
La película fue traducida al idioma ruso por el traductor Andrey Efremov y proyectada en el Festival de Cine Media-Forum de San Petersburgo (Russia) en 2014.

## Sinopsis
Cuenta la historia de un delincuente llamado La Parca (Zapata 666), un temible sicario, fue contratado para asesinar a una mujer, pero en esta ocasión él conoce a su víctima, Laydi (Amanda Key), una amiga de la infancia. Luego de dispararle se da cuenta de que es ella, estando herida ella también le dispara a él. Se ve obligado a secuestrar una clínica privada para salvar al amor de su vida, quien estaba embarazada del gobernador.
La Parca cuando ve a su amiga lastimada y a punto de perder su hijo la agarra entre sus brazos para salvarle la vida a ella y a su bebé. Sube en una moto y la traslada a un ambulatorio, pero no está acondicionado para operar. Se roba un carro y se lleva al doctor Cova secuestrado para que atienda a Laydi.
El bebé nace en el carro pero la dama pierde mucha sangre, ambos necesitan transfusiones. Llegan a una clínica privada llamada José Gregorio Hernández y secuestran a todos para salvarles la vida a las dos personas.
No tardan en llegar los policías y con ellos un circo mediático, quienes convierten a nuestro personaje en un héroe nacional. La Parca descubre que salvarle la vida a Ladydi será difícil, pero escapar con sus secuaces será una tarea casi imposible. El tiempo empieza a acabarse, y lo que parecía un plan perfecto terminará en un frenético desenlace donde la Parca se verá obligado a enfrentar los errores del pasado, y a descubrir que sus peores enemigos están más cerca de lo que él imagina. 
Personas enfermas se acercan a la clínica para salvar la vida del bebé y su madre, mientras los policías tienen rodeada las instalaciones. Una periodista y su camarógrafo están secuestrados, también Miss Venezuela que representará al país en el certamen de belleza. Durante un día y la madrugada del otro algunos morirán y otros vivirán.

## Reparto
- Zapata 666: La parca.
- Amanda Key: Ladydi.
- Albi De Abreu: Jesús.
- Alejandro Furth: Comisario Peña.
- Ana María Simón: Margaret.
- Beatriz Vásquez: Pilar.
- Erich Wildpret: Doctor Cova.
- Laureano Olivares: El Buitre.
- Marisa Román: Verónica.
- Steve Wilcox: El Gringo.
- Viviana Ramos: Milagros.
- Axel Pereira: el hampa seria

## Recepción
La recaudación en el primer Fin de semana de apertura en Venezuela fue $ 175.507. Para fecha de cierre la película, el 20 de enero de 2011, lo recaudado fue un total de $ 3.947.360.

### Crítica
La película es califica con un puntuación de 7,1/10 de una votación de más 900 usuarios de la página IMDb. En FilmAffinity tiene una calificación de 6,1/10 con una votación de más 400 usuarios. La calificación promedio en Rotten Tomatoes es 4.2/5.
Esta historia en su esencia, es muy parecida a la de la película "John Q" protagonizada por Denzel Washington, donde un hombre quien no consigue los recursos para hacerle un trasplante de corazón a su hijo, secuestra a todo un hospital para lograr salvar la vida del niño. Vale acotar que "John Q" fue realizada en el año 2002 y "La hora cero" fue realizada en 2010. Ambas historias tienen demasiadas similitudes, lo que ha llevado a muchos a pensar que "La hora cero" no es una obra original y sus guionistas (Carolina Paiz y Diego Velasco) incluso podrían haber incurrido en un plagio[cita requerida].

## Datos
- La película tiene como título provisional El día de los pobres
- La película se desarrolla y ambienta en los hechos de la huelga de paro médico realizada en Caracas (Venezuela) y ocurrida específicamente el 28 de diciembre de 1996.[7][8]
- Se cuenta a la vez con referencias a los hechos reales que ocurren diariamente.[9] También se hace una mención a medios nacionales (Globovisión, Venevisión, RCTV, entre otros).[10]

## Premios
- Mejor Montaje, Mejor Actriz de reparto, Opera Prima y Premio del Público (compartido con Hermano) en Festival de Cine Venezolano 2010 en Mérida.
- Logró obtener uno de los más grandes galardones como mejor película según la audiencia del Festival de Cine Latino de Los Ángeles[11]
- Ganó el Premio a la Mejor Película Extranjera, en el Festival de Cine de Santander 2011 en Bucaramanga, Colombia.[12]
- La película venezolana La hora cero recibió Llave de la Libertad del Festival de Cine de la Prisión de Huelva en la vigésimo cuarta edición,[13] un premio paralelo al del Festival de Cine Iberoamericano de Huelva que cada año entregan los internos de la prisión de esta ciudad del suroeste español.
- En 2011 fue nominada en los Premios Ariel en la categoría de Mejor película Iberoamericana.